# Ivan Langr
Ivan Langr (* 24. června 1972 Liberec) je český politik, od listopadu 2014 náměstek primátora města Liberec pro kulturu, školství a cestovní ruch, člen Rady města a Zastupitelstva města Liberec.

## Život
Vystudoval Pedagogickou fakultu Univerzity Jana Evangelisty Purkyně v Ústí nad Labem, učitelství všeobecně vzdělávacích předmětů, obor český jazyk – dějepis (1990–1995), politologii na Filozofické fakultě Univerzity Hradec Králové (2007–2010) a veřejnou a sociální politiku na Fakultě sociálních věd Univerzity Karlovy (2011–2013). Doktorát z veřejné a sociální politiky (Ph.D.) pak získal v roce 2020.
Pracoval jako učitel, redaktor deníků Mladá fronta DNES a Právo. Působil také jako vedoucí oddělení marketingu a tiskový mluvčí Zoologické zahrady Liberec.

#### Vědecký zájem – systémová korupce
Už jako liberecký novinář (1998–2007) se zabýval korupcí, od svých studií na Fakultě sociálních věd Univerzity Karlovy se pak systémové korupci věnuje na vědecké úrovni. O tématu pojednal ve svých kvalifikačních pracích i v několika publikacích v odborných recenzovaných časopisech, prezentoval je i na odborných konferencích. Publikuje rovněž texty v běžných médiích. V roce 2024 pak vydal v univerzitním nakladatelství Karolinum knihu Systémová korupce v Česku: veřejné zakázky, aktéři, nelegální zisky, která vychází z obhájené dizertační práce.

## Politické působení
V únoru 2014 vstoupil bez předešlých politických zkušeností do Strany zelených a ještě téhož roku za ně úspěšně kandidoval z 9. místa na společné kandidátní listině Změny a Zelených vedené Janem Korytářem v libereckých komunálních volbách. Na listopadovém ustavujícím zastupitelstvu byl zvolen náměstkem primátora pro školství, sociální věci a kulturu. Usedl tak v nově vzniklé radě složené z koaličních subjektů ANO 2011 a Změny v čele s primátorem Tiborem Batthyánym. Od svého zvolení píše pravidelně každý týden týdeníky náměstka, kde transparentně informuje o novinkách v rezortu a proběhlých setkáních i schůzích.
Za svého působení v Liberci inicioval projekty jako Liberec proti šmejdům, Housing First, Férové školy nebo Princezna Julie.
V krajských volbách v roce 2016 kandidoval do zastupitelstva Libereckého kraje jako nominant Zelených ze 34. místa na koaliční kandidátní listině Změny pro Liberecký kraj, ale nebyl zvolen.
Ve volbách do Poslanecké sněmovny PČR v roce 2017 kandidoval ze 7. místa na kandidátní listině Strany zelených v Libereckém kraji a opět nebyl zvolen.
Po sněmovních volbách v říjnu 2017 vyvrcholily politické rozepře mezi ním a Změnou. V důsledku dlouhodobých názorových a lidských neshod s hnutím a jeho lídrem Janem Korytářem se rozhodl své členství v zastupitelském klubu Změny pro Liberec ukončit. V roce 2018 zároveň ukončil své členství ve Straně Zelených a nadále působil jako nezařazený zastupitel a náměstek libereckého primátora. Pro nadcházející komunální volby se rozhodl kandidovat z 6. místa na kandidátní listině Starostů pro Liberecký kraj, které vedl Jaroslav Zámečník. Podařilo se jim uspět, komunální volby vyhrát a Ivan Langr byl na ustavujícím zastupitelstvu zvolen náměstkem primátora pro kulturu, školství, sociální věci a cestovní ruch. Jako jediný z předešlého vedení usedl v nové koalici SLK, ANO 2011 a ODS v čele s novým primátorem Jaroslavem Zámečníkem.
V komunálních volbách v září 2022 kryl záda lídru Jaroslavu Zámečníkovi a na vítězné kandidátce Starostů pro Liberecký kraj společně s TOP 09 a KDU-ČSL kandidoval z druhého místa. Ve volbách obdržel 8888 hlasů a na ustavujícím zastupitelstvu města byl v rámci koalice SLK, ANO 2011, ODS a Piráti potřetí za sebou zvolen do funkce náměstka primátora, tentokrát s rezortem kultury, školství a cestovního ruchu.

#### Další angažmá
Od roku 2017 je členem Platformy pro sociální bydlení, jejíž know-how město Liberec od stejného roku sdílí v projektu Housing First, který pomáhá zabydlovat klienty v bezdomovectví a v akutní bytové nouzi. Od roku 2018 je rovněž členem odborné a správní rady Nadačního fondu Eduzměna, který na Kutnohorsku pilotuje stejnojmenný projekt zvyšování kvality vzdělávání.
Ve volném čase skládá lyrické básně.